# Catherine Lodge
Catherine Lodge ist eine Villa in der schottischen Ortschaft Inveresk in der Council Area East Lothian. 1971 wurde das Gebäude in die schottischen Denkmallisten in der höchsten Kategorie A aufgenommen.

## Geschichte
Zwischen 1765 und 1787 erwarb Archibald Christie sukzessive die Grundstücke, die heute zu Catherine Lodge zusammengefasst sind. Insgesamt investierte Christie dafür 212 £. 1769 ließ er die Wohngebäude am Standort der Villa abbrechen und die Catherine Lodge errichten. Ihren Namen erhielt sie nach Catherine Fergusson. In den 1830er Jahren bewohnte Leslie Moddie das Anwesen, anschließend Henrietta Fergusson. Im Jahre 1918 erwarb die Familie Cowan die Catherine Lodge. Jahrzehntelang diente sie dem Rektor der Loretto School als Wohnsitz.

## Beschreibung
Catherine Lodge liegt abseits der Inveresk Village Road im Zentrum von Inveresk. Auf der gegenüberliegenden Straßenseite finden sich mit der Inveresk Lodge, der Halkerston Lodge und The Manor House drei weitere denkmalgeschützte Villen. Die südwestexponierte Frontseite des dreistöckigen Gebäudes ist fünf Achsen weit. Die Fassaden sind mit Harl verputzt. Eine Vortreppe mit dekorativen, gusseisernen Balustern führt zum zentralen, zweiflügligen Hauptportal. Ein auskragendes Gesimse bekrönt es. Die Fassade schließt mit einem Dreiecksgiebel mit Wappen, Baujahr sowie den Initialen „AC“ im Tympanum. Das Gebäude schließt mit einem schiefergedeckten Walmdach.
An der Ostseite schließt sich ein Anbau aus dem 19. Jahrhundert an, welcher die Symmetrie bricht. Im Gegensatz zum ursprünglichen Gebäude ist er nur zweistöckig. Daran grenzt, zurückversetzt, ein weiterer Anbau mit Flachdach an. Die Rückseite der Villa ist fünf Achsen weit. Zwei Treppen mit schlichten Eisengeländern gehen ab.